# Finlay (Name)
Finlay ist ein irisch-schottischer Name.

## Herkunft und Bedeutung
Der Name Finlay ist irisch-schottischer Herkunft. Ursprünglich wurde er nur als Vorname, seit dem 16. Jahrhundert auch als Familienname benutzt. Er stellt eine anglisierte Form des gälischen Namens Fionnlagh dar, der übersetzt „blonder Krieger“ bedeutet.

## Varianten
Häufige Varianten sind Findlay, Findley und Finley.
Es ist Mädchen- und ein Jungenname.

## Namensträger

### Vorname
- Finlay Calder (* 1957), schottischer Rugbyspieler
- Finlay Currie (1878–1968), schottischer Theater- und Filmschauspieler
- Finlay MacMillan (* 1996), schottischer Filmschauspieler
- Finlay Mickel (* 1977), britischer Skiläufer
- Finlay Pickering (* 2003), britischer Radrennfahrer
- Finlay Pollock (* 2004), schottischer Fußballspieler
- Finlay Robertson (* 2002), schottischer Fußballspieler

### Familienname
- Barbara L. Finlay (* 1950), US-amerikanische Psychologin
- Bob Finlay (* 1943), kanadischer Langstreckenläufer
- Brett B. Finlay (* 1959), kanadischer Mikrobiologe
- Carlos Juan Finlay (1833–1915), kubanischer Arzt
- Dave Finlay (* 1958), irischer Wrestler
- Don Finlay (1909–1970), britischer Hürdenläufer
- Ethan Finlay (* 1990), US-amerikanischer Fußballspieler
- Frank Finlay (1926–2016), britischer Schauspieler
- George Finlay (1799–1875), britischer Historiker und Philhellene
- George Finlay  (1928–2020), italienischer Regisseur und Drehbuchautor, siehe Giorgio Stegani
- Harold John Finlay (1901–1951), neuseeländischer Paläontologe und Malakologe
- Ian Hamilton Finlay (1925–2006), schottischer Lyriker, Schriftsteller, Künstler und Gartenkünstler
- Ilora Finlay, Baroness Finlay of Llandaff (* 1949), walisische Ärztin und Life Peer
- Jock Finlay (Fußballspieler, 1882) (John Finlay; 1882–1933), schottischer Fußballspieler
- Jock Finlay (Fußballspieler, 1925) (John Finlay; 1925–2007), schottischer Fußballspieler
- John Finlay (Entdecker) (1774–1833), kanadischer  Pelzhändler und Entdecker
- John Finlay (Politiker, 1837) (1837–1910), kanadischer Politiker
- John Finlay (Fußballspieler) (1919–1985), englischer Fußballspieler
- John Finlay (Politiker, 1929) (1929–2010), kanadischer Politiker
- Marjorie Finlay (1928–2003), US-amerikanische Opernsängerin
- Mary Finlay Geoghegan (* 1949), irische Juristin
- Mervyn Finlay (1925–2014), australischer Ruderer und Jurist
- Morgan Finlay (* 1974), kanadischer Musiker
- Robert Finlay, 1. Viscount Finlay (1842–1929), britischer Jurist
- Stewart Finlay-McLennan (* 1957), australischer Schauspieler
- Thomas Finlay (Politiker) (1922–2017), irischer Politiker (Fine Gael) und Oberster Richter
- Thomas D. Finley (1895–1984), US-amerikanischer Offizier
- Virgil Finlay (1914–1971), US-amerikanischer Buchillustrator
- William D. Finlay († 2010), irischer Bankmanager
- William Henry Finlay (1849–1924), südafrikanischer Astronom